# Austin A70
O  A70  é um modelo de porte grande da Austin Motor Company.